# Ragvald Puke (1300-talet)
Ragvald Puke var en svensk storman och stamfar till äldre Pukeätten.

## Biografi
Ragvald Puke nämns första gången 1297 som riddare och var 1308 råd åt hertig Erik.
Han var en av kung Birger Magnussons löftesmän när denne förlikades med sina bröder hertigarna Erik och Valdemar i Örebro 1308. 
Uppgiften att Ragvald skulle ha varit en del av hertig Eriks råd vilar på ett endast genom senare vidimation känt brev, men på grund av att han hörde till kung Birgers löftesmän har detta betvivlats.

### Familj
Puke var gift med Katarina Karlsdotter (Lejonbalk), doter till lagmannen Karl Ingeborgasson (Lejonbalk) i Tiohärads lagsaga och Ulfhild Sigtryggsdotter (Boberg). De fick tillsammans barnen en dotter som var gift med riddaren Henrik Glysing, riddaren Kettil Ragvaldsson (Puke), prästen Filip Ragvaldsson (Puke), Folke Puke, riddaren Holmger Ragvaldsson (Puke) och Bengta Ragvaldsdotter (Puke) som var gift med Erengisle Petersson (Bonde). Katarina Karlsdotter bode senare som änka på Kosjöhult i Simonstorps socken.